# Cixius nervosa
Cixius nervosa är en insektsart som först beskrevs av Carl von Linné 1758.  Cixius nervosa ingår i släktet Cixius och familjen kilstritar.

## Underarter
Arten delas in i följande underarter:
- C. n. atava
- C. n. fasciata
- C. n. minor